# Фантозати, Антонино
 Антони́но Фантоза́ти  (итал. Antonino Fantosati, 16 октября 1842, Треви, Умбрия — 7 июля 1900, Хэнъян, империя Цин) — святой Римско-Католической Церкви, член монашеского ордена францисканцев, титулярный епископ Адраа с 5 апреля 1892 года по 7 июля 1900 года, миссионер, епископ, мученик.

## Биография
28 июля 1862 года Антонино Фантозати вступил в монашеский орден францисканцев. В 1865 году был рукоположён в священника. В 1867 году он отправился на миссию в Китай. 30 ноября 1867 года Антонино Фантозати прибыл в Гонконг. 15 декабря 1867 года отправился в провинцию Хубэй.
22 июня 1878 года Антонино Фантозати был назначен апостольским администратором провинции Хубэй. 5 апреля 1892 года Римский папа Лев XIII назначил Антонино Фантозати титулярным епископом Адраа и апостольским викарием Апостольского викариата Хунань (сегодня - архиепархия Чанша). 11 ноября 1982 года был рукоположён в епископа.
Во время ихэтуаньского восстания в 1899—1900 гг. в Китае начались преследования христиан. 6 июля 1900 года, возвращаясь вместе со священником Джузеппе Марией Гамбаро по реке в Хэнъян и узнав о гибели священника Чезидио Джакомантонио и разрушении католического храма, он решил посетить местную католическую общину. Когда лодка, на которой путешествовал Антонино Фантозати, причалила к берегу, он и Иосиф Гамбаро были избиты до смерти камнями и вёслами местными китайскими рыбаками.

## Прославление
Антонино Фантозати был беатифицирован вместе с Иосифом Гамбаро и Чезидио Джакомантонио 27 ноября 1946 года Римским Папой Пием XII в группе Григория Марии Грасси и его 28 сподвижников. Причисление Антонино Фантозати к лику святых состоялось 1 октября 2000 года Римским Папой Иоанном Павлом II вместе с группой 120 китайских мучеников.
День памяти в Католической Церкви — 9 июля.